# 활성 레이저 매질
활성 레이저 매질(Active laser medium) 또는 레이저 이득 매질(Laser gain medium)은 자극 방출을 통해 레이저를 강하게 하는 매질이다.

## 같이 보기
- 밀도 반전
- 레이저 과학